# کولیکووکا
کولیکووکا (به لهستانی:  Kulikówka) یک روستا در لهستان است که در گمینا دوبژنگوو دوژه واقع شده‌است.